# Burundiska inbördeskriget
Burundiska inbördeskriget var en väpnad konflikt åren 1993-2005. Inbördeskriget var resultatet av motsättningarna mellan Hutu och Tutsi i Burundi. Konflikten började efter de första flerpartivalen sedan självständigheten 1962, och antogs formellt ha upphört i samband med att Pierre Nkurunziza blev president i augusti 2005. Uppskattningsvis dödades 300 000 människor.

### Fotnoter
1. ↑  ”Heavy shelling in Burundi capital”. BBC News. 18 april 2008. http://news.bbc.co.uk/2/hi/africa/7354005.stm. Läst 27 april 2010.